# Bruno Ramos Martínez
Bruno Ramos Martínez (Yélamos de Abajo, 6 de octubre de 1886 - Madrid, 27 de julio de 1964) fue un escritor y periodista carlista español.

## Biografía
Era hijo de Saturnino Ramos y Felipa Martínez. En su juventud fundó la Junta Local Carlista de su pueblo natal, Yélamos de Abajo. Posteriormente, a los 19 años, desempeñó el cargo de secretario de la Junta Carlista Nacional, de la que con la edad de 32 años sería vicepresidente.
En algunos de sus artículos periodísticos empleó los seudónimos de Jaime Leal de la Alcarria y Brurramar. Dirigió los periódicos tradicionalistas Volveré, Siempre y El Cruzado Español, desde el que junto con Guillermo Arsenio de Izaga se opuso férreamente a la búsqueda de un acuerdo con la dinastía alfonsina para la sucesión a la corona, al quedar sin descendiente varón la dinastía carlista. En 1932, el caudillo tradicionalista, Alfonso Carlos de Borbón, declaró al periódico separado de la Comunión Tradicionalista. Los cruzadistas se autodenominaron los «carlistas verdaderos» o «el núcleo de la lealtad» y abogaron por la sucesión dinástica de Carlos Pío de Habsburgo, nieto de Carlos VII, dentro de la corriente denominada carloctavismo. En una carta dirigida a la mujer de Alfonso Carlos, María de las Nieves de Braganza, fechada en 11 de septiembre de 1932, Bruno Ramos reafirmaba su lealtad al rey legitimista y escribía:

Las ideas están por encima de todo. Los principios, las aspiraciones, la historia, los solemnes compromisos, el ambiente unánime de los voluntarios de la Causa, aunque testimonios interesados o inconscientes quieran hacerlo ver de otra manera, son de tal forma, que el frente único de todos los verdaderos católicos y monárquicos españoles no puede hacerse dentro de esa Dinastía liberal y parlamentaria, hundida el día 14 de abril de 1931. Quien diga otra cosa yerra con daño inmenso del futuro del país.

En 1957 publicó su obra historiográfica Memorias y Diario de Carlos VII, que tuvo mucho éxito y fue muy bien valorada por la crítica y por los periódicos El Pensamiento Navarro, ABC y La Voz de España, entre otros, no sólo como un servicio al Tradicionalismo español, sino también a la historia de España del siglo XIX.
Fue uno de los seis firmantes para constituir en 1959 el Círculo Cultural Vázquez de Mella, siendo vocal de su Junta Nacional y consejero nacional de la Comunión Tradicionalista, entre otros cargos. A los 72 años de edad subió al Montejurra en la concentración anual que se celebraba en memoria de los combatientes requetés muertos en la Guerra Civil Española.
Fue funcionario del Ministerio de Justicia. Estuvo casado con Margarita Arroyo. A su muerte, su familia recibió numerosos telegramas de condolencia, entre ellos del presidente de las Cortes Esteban de Bilbao Eguía. Fue enterrado en el cementerio de la Almudena.

## Obras
- Memorias y Diario de Carlos VII (1957)